# Erbstein Ernő
Erbstein Ernő, Egri-Erbstein, (Nagyvárad, 1898. május 13. – Superga, 1949. május 4.) labdarúgó, edző.

## Pályafutása

### Játékosként
A Budapesti AK csapatában kezdte a labdarúgást 1915-ben. 1924-ben az olasz első osztályba szerződött, az CS Olympia Fiume csapatához. E következő szezonban a Vicenza csapatában folytatta pályafutását. 1926 és 1928 között az Egyesült Államokban játszott a Brooklyn Wanderers csapatában. Itt fejezte be az aktív labdarúgást.

### Edzőként
Teljes edzői pályafutása Olaszországhoz kötődött. 1928-ban az AS Bari csapatában kezdett dolgozni. Ezt követően rövid ideig tevékenykedett a Nocerina, a Cagliari együttesénél, majd visszatért a Barihoz. 1933-ban a Lucchese csapatához szerződött, ahol öt idényen át volt vezetőedző. 1938-ban a Torino csapatánál dolgozott, mint edző. A fasizmus olaszországi térnyerése és zsidó származása miatt 1939-ben hazatért Magyarországra. Azok közé tartozott, akiket Raoul Wallenberg mentett meg a biztos pusztulástól. A második világháború után visszatért Torinóba.
Ez az időszaka a Torino klub történeték legsikeresebb időszaka, melyet az olasz sportsajtóban Grande Torino-ként emlegetnek. Az 1948–49-es idényben az angol Leslie Lievesley segédedzőjeként dolgozott a csapatnál. 1949. május 4-én a csapat nagy részével együtt ő is meghalt, amikor repülőgépük Torino közelében, sűrű ködben leszálláshoz készülve a 675 m magas Superga dombon álló bazilikába csapódott.

## Sikerei, díjai

### Edzőként
- Olasz bajnokság
  - bajnok: 1946–47, 1947–48, 1948–49